# Rechicero
Rechicero, (del inglés: Sourcery), es el tercer libro que sigue las aventuras del mago Rincewind con el que Terry Pratchett empezó la serie del Mundodisco.
En el Mundodisco, para ser hechicero es requisito indispensable ser octavo hijo de un octavo hijo. En este libro se nos descubre por qué los hechiceros no pueden tener relaciones sexuales: si las tuvieran podrían tener ocho hijos. Y un octavo hijo de un octavo hijo de un octavo hijo es una fuente de poder al cuadrado. Un Rechicero.

## Argumento
A la Universidad Invisible llega un rechicero. Tiene ocho años y un poder superior al de los dioses. De repente, a todos los magos les salen bien los hechizos más complicados. La guerra mágica es inevitable. Solo el inepto mago Rincewind, acompañado del Sombrero de Archicanciller, la heroína-peluquera Conina, el proyecto de héroe bárbaro Nijel y el Serifa de Al-Khali, Creosoto, pueden impedir el Apocrilipsis, el Despido de los Dioses y la invasión de "cosas" de las Dimensiones Mazmorra.
Esta es una obra desternillante, con personajes conocidos como el Equipaje o La Muerte, y otros por conocer, como Conina o Nijel.

## Curiosidades
En el juego de rol Fanpiro, la profesión que permite a un infectado por el virus Barrabás utilizar la pichurrina (magia del universo Fanhunter) se llama "Rechicero", en claro homenaje a los super-magos de Pratchett.
- Datos: Q2020225